# La Bastide (Var)
La Bastide ist eine französische Gemeinde mit 215 Einwohnern (Stand 1. Januar 2022) im Département Var in der Region Provence-Alpes-Côte d’Azur. Sie gehört zum Arrondissement Draguignan und zum Kanton Flayosc. Die Bewohner werden Bastidans und Bastidanes genannt.

## Geografie
Die Gemeinde liegt in der Provence, rund 25 Kilometer nordöstlich von Draguignan und rund 37 Kilometer nordwestlich von Cannes an der Grenze zum benachbarten Département Alpes-Maritimes. Nachbargemeinden sind La Martre im Nordwesten und Norden, Séranon im Norden und Osten (Département Alpes-Maritimes), Mons im Südosten, La Roque-Esclapon im Süden und Bargème im Westen.

## Geschichte
Eine frühe Erwähnung der Ortschaft stammt aus dem Jahr 1342.

### Bevölkerungsentwicklung
| 1962 | 1968 | 1975 | 1982 | 1990 | 1999 | 2006 | 2013 | 2020 |
| ---- | ---- | ---- | ---- | ---- | ---- | ---- | ---- | ---- |
| 76   | 84   | 130  | 115  | 136  | 122  | 175  | 198  | 205  |

## Sehenswürdigkeiten
- Kirche Sainte-Madeleine aus dem 17. Jahrhundert
- Schloss, heute Bürgermeisteramt